# Oleg Veretelnikov
Oleg Veretelnikov (né le 20 janvier 1972) est un athlète ousbek, spécialiste des épreuves combinées.

## Biographie
Il remporte la médaille d'or du décathlon lors des championnats d'Asie 1993, à Manille, et décroche par ailleurs le titre des Jeux asiatiques de 1998 à Bangkok où il établit la meilleure performance de sa carrière avec 8 278 pts. Il se classe onzième des championnats du monde 1999.

### Palmarès
| Date | Compétition           | Lieu      | Résultat | Épreuve   | Performance |
| ---- | --------------------- | --------- | -------- | --------- | ----------- |
| 1993 | Championnats d'Asie   | Manille   | 1er      | Décathlon | 7 601 pts   |
| 1994 | Jeux asiatiques       | Hiroshima | 2e       | Décathlon | 7 702 pts   |
| 1997 | Championnats du monde | Athènes   | 20e      | Décathlon | 7 698 pts   |
| 1998 | Jeux asiatiques       | Bangkok   | 1er      | Décathlon | 8 278 pts   |
| 1999 | Championnats du monde | Séville   | 11e      | Décathlon | 7 853 pts   |

### Records
| Épreuve   | Performance | Lieu    | Date |
| --------- | ----------- | ------- | ---- |
| Décathlon | 8 278 pts   | Bangkok | 1998 |